# Wołoszcza
Wołoszcza – wieś na Ukrainie w rejonie drohobyckim należącym do obwodu lwowskiego.
Dawniej częścią Wołoszczy była wieś Zady.
W II Rzeczypospolitej wieś w powiecie drohobyckim województwa lwowskiego.
W latach 1943-1945 nacjonaliści ukraińscy z OUN-UPA zamordowali tutaj 66 Polaków.